# Andrzej Solarz
Andrzej Solarz (ur. 22 sierpnia 1962 we Wrocławiu) – pułkownik saperów Wojska Polskiego.

## Życiorys
Andrzej Solarz w latach 1969–1977 uczęszczał do szkoły podstawowej nr 57 w Szczecinie. Następnie od 1977 uczęszczał do I Liceum ogólnokształcącego w Szczecinie i kolejno do Liceum ogólnokształcącego w Tczewie, a ukończył szkołę średnią w I Liceum Ogólnokształcącym w Łodzi. Karierę w wojsku rozpoczął jako podchorąży Wydziału Mechanicznego-Wojskowej Akademii Technicznej w Warszawie w roku 1982. Po ukończeniu Akademii w 1987 objął pierwsze stanowisko służbowe jako dowódca plutonu w 5 Brygadzie Saperów w Szczecinie-Podjuchach. W tej samej jednostce pełnił następnie obowiązki dowódcy kompanii inżynieryjno-drogowej, dowódcy batalionu oraz starszego oficera sekcji logistyki. W późniejszych latach zajmował kolejno stanowiska:
- starszego oficera Wydziału Szkolenia w Szefostwie Wojsk Inżynieryjnych w Dowództwie Pomorskiego Okręgu Wojskowego
- w latach 1988-1989 dowodził zgrupowaniem pododdziałów inżynieryjnych w Polskim Kontyngencie Wojskowym w Libanie
- starszego oficera Wydziału Operacyjno-Rozpoznawczego w Szefostwie Wojsk Inżynieryjnych w Dowództwie Pomorskiego Okręgu Wojskowego
- od 2006 do 2007 pełnił obowiązki szefa sztabu w 5 Pułku Inżynieryjnym
- szefa oddziału Inżynieryjnego w Wielonarodowa Dywizja Centrum-Południe – PKW Irak
- starszego oficera Wydziału Planowania w Dowództwie Eurokorpusu w Strasburgu
- głównego Specjalisty w Szefostwie Inżynierii Wojskowej Ministerstwie Obrony Narodowej.

W latach 2011–2012 ukończył Podyplomowe Studia Polityki Obronnej w USA.
W grudniu 2012 roku objął obowiązki asystenta szefa sztabu ds. inżynierii wojskowej (ACOS JENG) w Dowództwie Sił Sojuszniczych NATO ds. Operacji. Z początkiem 2015 roku objął stanowisko Szefa Zarządu Inżynierii Wojskowej Inspektoratu Rodzajów Wojsk Dowództwa Generalnego Rodzajów Sił Zbrojnych.

W dniu 14 grudnia 2016 roku przekazał obecne stanowisko Szefa Zarządu Inżynierii Wojskowej i został skierowany do wykonywania obowiązków w Dowództwie Operacyjnym Rodzajów Sił Zbrojnych.

## Ordery i odznaczenia
- Srebrny Krzyż Zasługi – kwiecień 2011[2]
- Gwiazda Iraku
- Złoty Medal „Za zasługi dla obronności kraju”
- Złoty Medal „Siły Zbrojne w Służbie Ojczyzny”
- Srebrny Medal „Za zasługi dla obronności kraju”
- Srebrny Medal „Siły Zbrojne w Służbie Ojczyzny”
- Brązowy Medal „Za zasługi dla obronności kraju”
- Brązowy Medal „Siły Zbrojne w Służbie Ojczyzny”
- Medal Pamiątkowy Wielonarodowej Dywizji Centrum-Południe w Iraku
- Medal ONZ w „Służbie Pokoju” UNIFIL